# Nzovwe
Nzovwe ist ein Verwaltungsbezirk (Ward) des Distrikts Mbeya (CC) in der tansanischen Region Mbeya.

## Geografie
Nzovwe ist ein Stadtbezirk im Südwesten des Zentrums der Regionshauptstadt Mbeya. Die Grenze im Norden und im Nordwesten bildet die Nationalstraße T1. Die Fläche des Stadtteils beträgt 3,34 Quadratkilometer und bei der Volkszählung 2022 lebten hier 21.872 Menschen in 6239 Haushalten.

## Gliederung
Der Bezirk besteht aus vier Stadtteilen (Mtaa):
- Ndanyela
- Kilimahewa
- Halengo
- Nzovwe

## Wirtschaft und Infrastruktur
- Bildung: Die Swaya Secondary School ist eine 2006 eröffnete weiterführende öffentliche Schule, die Jugendliche bis zur 6. Stufe ausbildet.[6] Die koedukative Mbeya Adventist Secondary School wird von der Kirche der Siebenten-Tags-Adventisten geführt und geht auf eine bereits 1938 gegründete Schule zurück.[7] Die Nzondahaki Secondary School bildet Jugendliche bis zur 4. Stuf aus.[8]
- Gesundheit: Im Bezirk befindet sich ein Gesundheitszentrum[9] sowie zwei Apotheken, eine staatliche[10] und eine private. Diese ist auch Entbindungs- und Pflegeheim.[11]